# Greață
Greață este o senzație subiectivă, neplăcută și nedureroasă, însoțită de contracții involuntare ale mușchilor faringelui, esofagului și peretelui abdominal care poate preceda sau însoți vomele. Persoana are o senzație iminentă de vărsătură, percepută de obicei în gât sau în epigastru. Greață poate fi urmată sau nu de vomă. Ea este întâlnită în sarcină, boli organice a tubului digestiv (îngustarea pilorului sau a intestinului) sau a sistemului nervos central (hipertensiune intracraniană), ca reacție adversă la medicamente etc. Greața poate fi combătută destul de eficient cu medicamente antiemetice, dar, mai ales, trebuie tratată cauza.
Greața nu trebuie confundată cu scârba (o aversiune puternică, nestăpânită, fizică sau morală, față de cineva sau de ceva).

## Tratament
Dacă este prezentă deshidratarea datorată pierderii de lichide din cauza vărsăturilor severe, se preferă rehidratarea cu soluții electrolitice orale. Dacă acest lucru este ineficient sau nu este posibil, poate fi necesară rehidratarea intravenoasă. Se recomandă asistență medicală dacă: persoana nu poate bea lichide, simptomele persistă mai mult de 2 zile, este slăbită, are febră mare, dureri abdominale, vomită mai mult de două ori pe zi sau nu urinează mai mult de 8 ore.

### Medicamente
Sunt disponibile multe medicamente farmacologice pentru tratamentul grețurilor. Nu există un medicament care să fie clar superior altor medicamente în toate cazurile de greață. Alegerea medicamentului antiemetic poate fi bazată pe situația în timpul căreia o persoană are greață. Pentru persoanele care au rău de mare și amețeli, antihistaminicele și medicamentele anticolinergice, cum ar fi meclizina și scopolamina, sunt deosebit de eficiente. Greața și vărsăturile asociate cu migrena sunt cel mai bine tratate cu antagoniști ai dopaminei, cum ar fi metoclopramida, proclorperazina și clorpromazina. 

### Alte modalități
La unele persoane, canabinoizii pot fi eficienți în reducerea grețurilor și a vărsăturilor asociate cu chimioterapia. Mai multe studii au demonstrat efectul terapeutic al canabinoizilor pentru greață și vărsături în stadii avansate ale unor boli precum cancerul și SIDA.
Gelurile topice împotriva grețurilor nu sunt indicate în cazul pacienților internați din cauza lipsei de studii care să susțină eficacitatea acestora. Gelurile topice, care conțin lorazepam, dimedrol și haloperidol sunt uneori utilizate pentru greață, dar nu sunt echivalente cu tratamentele mai frecvente.